# Arnold Schneider
Arnold Schneider (26. dubna 1909 Brno – 9. listopadu 1992 Rousínov) byl český duchovní.

## Biografie
Arnold Schneider se narodil v roce 1909 v Brně, mezi lety 1920 a 1928 vystudoval I. české státní reálné gymnázium v Brně na nynější třídě Kpt. Jaroše a v letech 1928 až 1933 vystudoval teologické učiliště v Brně a roku 1933 byl vysvěcen na kněze. V témže roce nastoupil na pozici kooperátora v Dolních Loučkách nedaleko Tišnova a také vypomáhal několik měsíců faráři v Kuřimi, v létě pak vykonal vojenskou službu a v říjnu roku 1933 nastoupil na pozici kooperátora do Křtin. Od roku 1935 do roku 1941 pracoval jako kooperátor v martinské farnosti v Třebíči. V roce 1941 pak odešel do Březníka, kde nastoupil na pozici faráře, kterou vykonával do roku 1946. Tam se také zasloužil o záchranu kostelních zvonů v kostele Nanebevzetí Panny Marie v Březníku, které měly být roku 1942 zabaveny za druhé světové války. Roku 1946 byl přeložen do Hvězdlic. Tam pracoval až do roku 1970, kdy odešel na důchod do Rousínova. Byl pohřben na Ústředním hřbitově v Brně.
Věnoval se také malbě.